# Robbinsville (Caroline du Nord)
Pour les articles homonymes, voir Robbinsville.
La ville de Robbinsville est le siège du comté de Graham, situé en Caroline du Nord, aux États-Unis. Lors du recensement de 2010, la ville comptait 620 habitants, majoritairement afro-américains. En 2016, sa population est estimée à 597 habitants.

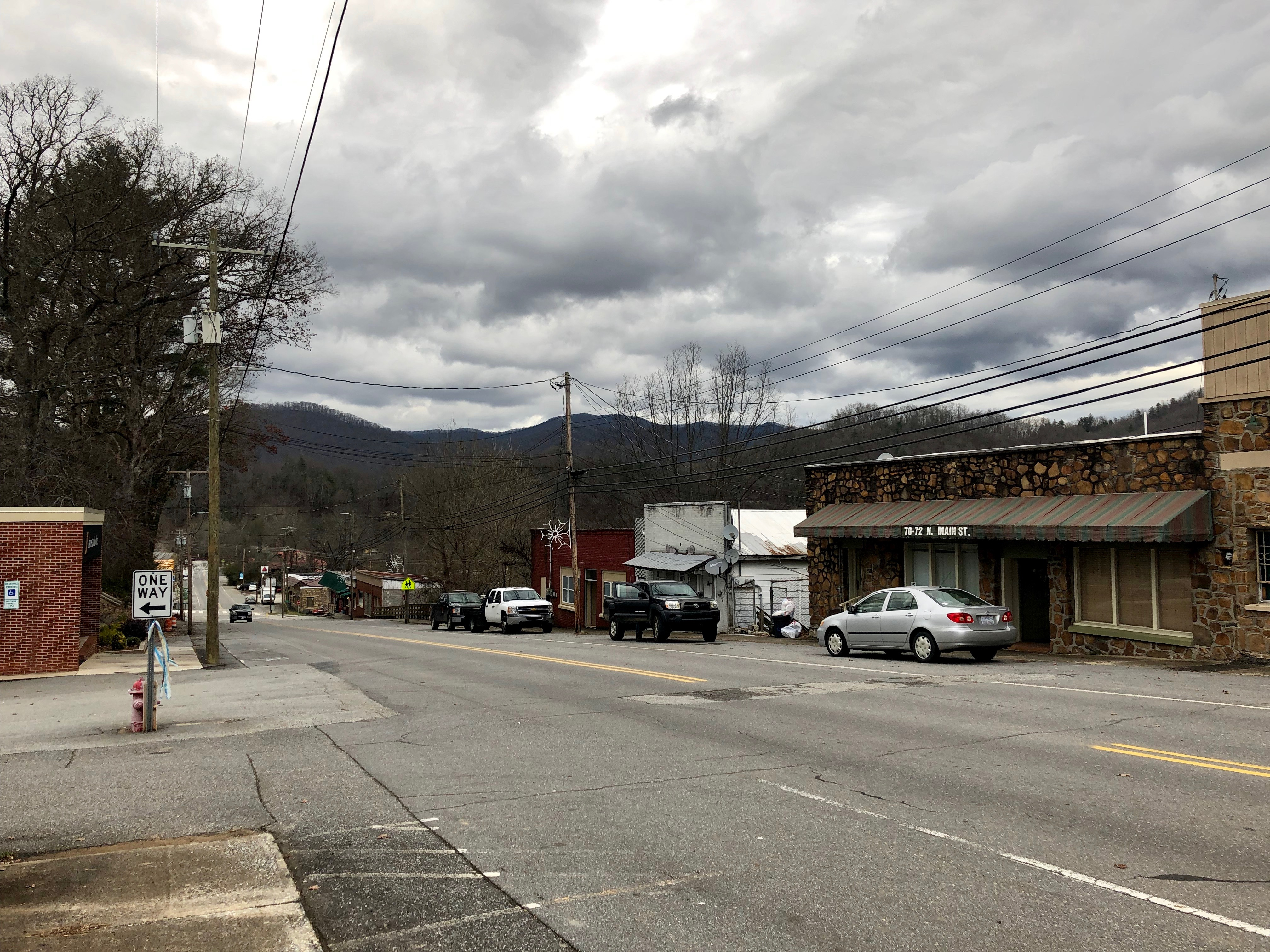
Robbinsville

## Démographie
| Groupe            | Robbinsville | Caroline du Nord | États-Unis |
| ----------------- | ------------ | ---------------- | ---------- |
| Blancs            | 84,7         | 68,5             | 72,4       |
| Autres            | 9,4          | 25,7             | 18,8       |
| Amérindiens       | 3,4          | 1,3              | 0,9        |
| Métis             | 1,3          | 2,2              | 2,9        |
| Asiatiques        | 1,0          | 2,2              | 4,8        |
| Océaniens         | 0,3          | 0,1              | 0,2        |
| Total             | 100          | 100              | 100        |
|                   |              |                  |            |
| Latino-Américains | 12,0         | 8,4              | 16,7       |

Selon l'American Community Survey, pour la période 2011-2015, 87,48 % de la population âgée de plus de 5 ans déclare parler anglais à la maison alors que 12,52 % déclare parler l'espagnol.
| 1880 | 1910 | 1920 | 1930 | 1940 | 1950 |
| ---- | ---- | ---- | ---- | ---- | ---- |
| 47   | 122  | 119  | 345  | 399  | 515  |

| 1960 | 1970 | 1980 | 1990 | 2000 | 2010 |
| ---- | ---- | ---- | ---- | ---- | ---- |
| 587  | 777  | 814  | 709  | 747  | 620  |

## Source
- (en) Cet article est partiellement ou en totalité issu de l’article de Wikipédia en anglais intitulé « Robbinsville, North Carolina » (voir la liste des auteurs).

1. ↑  (en) « Robbinsville, NC Population - Census 2010 and 2000 », sur censusviewer.com.
2. ↑  (en) « Population of North Carolina - Census 2010 and 2000 », sur censusviewer.com.
3. ↑  (en) « Language spoken at home by ability to speak English for the population 5 years and over », sur factfinder.census.gov.
4. ↑  (en) « Statistiques des États-Unis - Caroline du nord - Profils des communautés de 2010 » (consulté en avril 2021)